# Store orkan 1780
Den store orkan 1780 (engelsk: Great Hurricane of 1780) betragtes som den mest dødelige atlantiske tropiske cyklon til alle tider. Omkring 22.000 mennesker omkom, da stormen drog hen over Martinique, St. Eustatius og Barbados i perioden 10. oktober til 16. oktober. Dertil kom tusindvis af dødsfald på havet.

## Stormen
Orkanen ramte det caribiske hav midt under den amerikanske revolution og gjorde stor skade på de britiske og franske flåder, der kæmpede om kontrollen med området. En flåde under kommando af den britiske admiral George Rodney, som var på vej fra New York til Vestindien blev spredt og stærkt skadet af stormen. Ved ankomsten til Barbados kunne admiral Rodney opgøre skaderne til otte mistede ud af 12 krigsskibe sammen med størstedelen af disses mandskaber.
En britisk spejder udsendt for at danne sig et overblik over skaderne rapporterede, at stormen havde holdt sig nær Barbados i to dage. Ødelæggelserne var så omfattende, at spejderen fejlagtigt troede, at stormen havde haft selskab af et jordskælv. Øen var næsten totalt jævnet med jorden. Snesevis af fiskerbåde kom ikke tilbage fra deres ture. Næsten alle familier på øen mistede familiemedlemmer under stormen.

## Trivia
Den atlantiske orkansæson i 1780 var speciel derved, at den omfattede tre orkaner, der hver kostede mindst 1.000 mennesker livet; alle tre forekom i oktober.
Antallet af solpletter nåede rekordhøjde omkring 1780 – højeste niveau gennem flere århundreder. Under selve toppen af solpletcyklus, ca. 1775-1785, omfattede et usædvanligt stort antal af ødelæggende orkaner – 3 i top 10, 6 i top 25 af de mest ødelæggende orkaner, der er registreret i de seneste fire århundreder. Solens aktivitet har siden kun givet større antal af solpletter i cyklerne, der toppede i 1958 og 2000-2002, der havde det generelt højeste niveau for solaktivitet i flere tusinde år.
Andre atlantstorme, der kostede meget store antal af menneskeliv, omfatter orkanen Mitch og Galveston-orkanen (1900); til sammenligning kostede orkanen Katrina færre end 2.000 menneskeliv.
| Artikelstump | Spire Denne meteorologi eller vejr-relaterede artikel er en spire som bør udbygges. Du er velkommen til at hjælpe Wikipedia ved at udvide den. |